# Borek Wielkopolski
Borek Wielkopolski é um município da Polônia, na voivodia da Grande Polônia e no condado de Gostyń. Estende-se por uma área de 6,16 km², com 2522 habitantes, segundo os censos de 2016, com uma densidade de 401,0 hab/km².